# Legion Tatarów Nadwołżańskich
Legion Tatarów Nadwołżańskich (niem. Wolgatatarische Legion, Legion Idel-Ural, tatar. Идел-Урал Легионы, İdel-Ural Legionı) – jeden z niemieckich Legionów Wschodnich (Ostlegionen). Powołany w styczniu 1942 roku w Radomiu.
Dowódcą Legionu był Szalwa Maglakelidse.
Legion nie miał władzy zwierzchniej nad swoimi batalionami, a jedynie prowizoryczną. Bataliony zostały bowiem pojedynczo dołączone do różnych jednostek Wehrmachtu, po czym wysłano je na front.

## Struktura organizacyjna

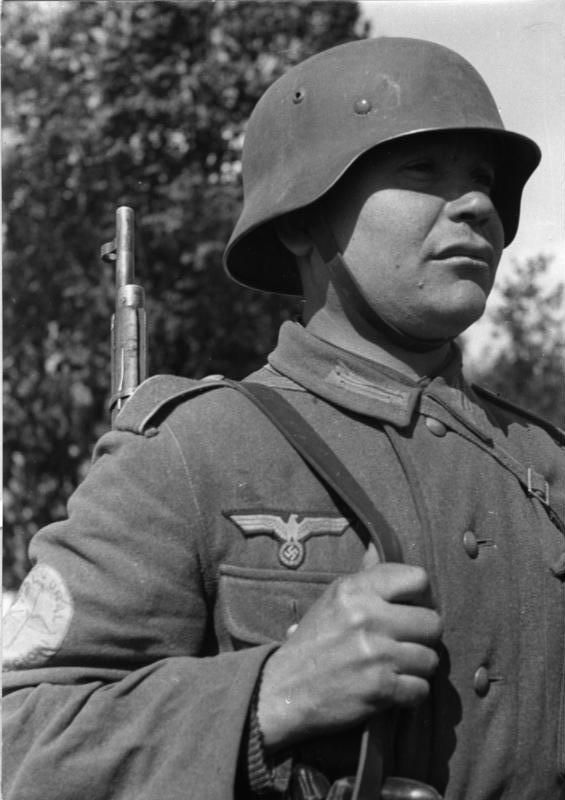
Tatar nadwołżański w mundurze Wehrmachtu

- 825 Batalion Piechoty Tatarów Nadwołżańskich
- 826 Batalion Piechoty Tatarów Nadwołżańskich
- 827 Batalion Piechoty Tatarów Nadwołżańskich
- 828 Batalion Piechoty Tatarów Nadwołżańskich
- 829 Batalion Piechoty Tatarów Nadwołżańskich
- 830 Batalion Piechoty Tatarów Nadwołżańskich
- 831 Batalion Piechoty Tatarów Nadwołżańskich
- 832 Batalion Piechoty Tatarów Nadwołżańskich – nie został utworzony
- 833 Batalion Piechoty Tatarów Nadwołżańskich – nie został utworzony
- 834 Batalion Piechoty Tatarów Nadwołżańskich – nie został utworzony